# Mamadou Koné (homme politique)
Pour les articles homonymes, voir Koné.
Ne doit pas être confondu avec Mamadou Koné (football, 1974) ou Mamadou Koné (football, 1991).
Mamadou Koné, né le 18 septembre 1952 à Boundiali (Côte d'Ivoire, Afrique-Occidentale française) dans la région de la Bagoué et mort le 8 avril 2024, est un homme politique ivoirien. Il est Garde des Sceaux, ministre de la Justice sous trois gouvernements et président du Conseil constitutionnel.

## Biographie
Diplômé en droit de l'université d'Abidjan, Mamadou Koné poursuit ses études à l'École nationale de la magistrature de Paris.    
Il enseigne à l'École nationale d'administration (ENA) à Abidjan de 1992 à 1996, puis à l'université de l'Atlantique d'Abidjan de 2000 à 2003.   
Membre des Forces nouvelles, il occupe le poste de Garde des Sceaux, ministre de la Justice et des Droits de l'homme  dans les gouvernements Banny II, Soro I et II de 2006 à 2010.   
Le 3 février 2015, il est nommé président du Conseil constitutionnel en remplacement de Francis Wodié, dont il poursuit le mandat qui s'achève en juillet 2017,. Il est ensuite renommé pour un mandat complet de six ans qui prend fin en juillet 2023.